# Pedro Albéniz
Pour les articles homonymes, voir Albeniz.
Pedro Albéniz y Basanta, né le 14 avril 1795 à Logroño et mort le 12 avril 1855 à Madrid,) est un pianiste, un organiste, un pédagogue et un compositeur espagnol.

## Biographie
Fils de Mateo Albéniz, musicien notable également, il a commencé enfant ses études musicales avec son père. Pour les compléter, il est allé à Paris, où il a été l'élève de Kalkbrenner et Henri Herz. Il a également reçu les conseils de Rossini.
De retour en Espagne, il a été organiste de l'église Santa María de Saint-Sébastien, et plus tard professeur au Conservatoire de Madrid. En 1834 il devenait organiste de la Chapelle royale, et professeur de piano d'Isabelle II.
Il a été un des meilleurs pianistes espagnols de son temps, mais afin de se consacrer à l'enseignement, il n'a pas poursuivi sa carrière de concertiste qui commençait magnifiquement.[non neutre]
Compositeur pas encore assez connu, on se souvient de lui, surtout, pour sa méthode de piano que tous les pianistes espagnols ont dû étudier durant un demi-siècle au Conservatoire de Madrid[réf. nécessaire].

## Travaux

### Pour concert
- 1813 Himno - cantado en la ciudad de San Sebastián en obsequio a los Reyes N.N.S.S., dedicadoa sus Magestades
- 1833 Marcha e himno para la jura de la Princesa de Asturias
- 1833 Marcha triunfal, himno y contradanzas de la comparsa alegórica al restablecimiento del Rey N.S. y administración benéfica de S.M. la Reina

### Chorales
- 1841 Villancico real al nacimiento de N.S. Jesucristo, pour deux solistes, chœur à deux voix, piano
- 1842 Villancico real al nacimiento de N.S. Jesucristo, pour un soliste, chœur d'enfants et piano
- 1844 Villancico real al nacimiento de N.S. Jesucristo, pour solistes, chœur et piano
- 1845 Villancico real al nacimiento de N.S. Jesucristo, pour solistes, chœur mixte et piano

### Pour piano
- 1825 Rondó brillante a la tirana sobre los temas del "Trípoli y la Cachucha"
- 1825 Variaciones brillantes sobre el "Himno de Riego"
- 1830 Serenata cantada a sos Reyes Nros. Sres. con motivo de su salida de la ciudad de San Sebastián
- 1831 Fantasía elegante sobre motivos escogidos de la ópera "I puritani" de Vincenzo Bellini
- 1831 Variaciones brillantes sobre el tema favorito Mira, oh Norma, ai tuoi ginocchi de Vincenzo Bellini
- 1843 Contradanzas bailadas a presencia de S.S.M.M. por una comparsa de jóvenes distinguidos de San Sebastián
- 1843 Vals no.4
- 1843 Vals no.5
- 1844 Lucia di Lammermoor
- 1852 Corona musical de canciones populares españolas
- 12 estudios melódicos para piano á cuatro manos compuestos espresamente [sic] para S.M. la Reina Doña Ysabel 2ª
- El chiste de Málaga - capricho
- El polo nuevo - capricho
- Estudios para piano - antología (siglo XIX)
- Fantasia sobre motivos de la ópera "Nabucco" de Giuseppe Verdi
- Fantasía sobre motivos de la ópera "Attila" de Giuseppe Verdi
- Fantasía sobre motivos de la ópera "Ernani" de Giuseppe Verdi
- Fantasía sobre motivos de la ópera "I Lombardi" de Giuseppe Verdi
- Fantasía sobre motivos del "Nabucodonosor" de Giuseppe Verdi
- Fantasía sobre un motivo vasco
- Flores melódicas
- La barquilla gaditana - capricho
- La gracia de Córdoba
- Lied
- Los jardines de Aranjuez
- Mi Delicia
- Piezas características españolas
- Riojanos Ilustres
- Rondino-capricho sobre motivos de "La Violeta"